# Guo Jia
En aquest nom xinès, el cognom és Guo.
Guo Jia (170–207) va ser un estrateg i assessor del senyor de la guerra Cao Cao durant el període la tardana Dinastia Han de la història xinesa. Durant els seus 11 anys de servei, la brillantor de Guo ajudà en gran manera a Cao Cao en les seves victòries contra els rivals Lü Bu i Yuan Shao, com també contra el cap de la tribu Wuhuan, Tadun. A causa d'això, fou un dels favorits i més confiables súbdits dels Cao.

## Biografia
Guo havia nascut al Comtat de Yangdi (en l'actualitat Yuzhou, Henan). Al principi es va buscar una posició sota les ordres de Yuan Shao, el senyor de la guerra més poderós en eixe moment del nord de la Xina. Això no obstant, va jutjar a Yuan com un home indecís que no sabia com fer ple ús de persones amb talent. Pensant que Yuan tenia poques esperances d'aconseguir grans coses va deixar al seu servei.
En el 196 EC, Guo va ser recomanant a Cao Cao per Xun Yu. Després d'una discussió sobre l'estat de la Xina en aquell temps, tots dos es van agradar. Aleshores Cao va fer a Guo el seu assessor militar.
Durant la campanya contra Lü Bu en el 198, la força de Cao Cao va guanyar tres batalles consecutives, forçant al seu enemic a retirar-se i a aquarterar-se dins de la ciutat de Xiapi. Per aquells dies les tropes de Cao estaven esgotades de lluitar, i aquest tenia la intenció de retirar-se. Això no obstant, Guo persuadí a Cao de seguir endavant i donar-li a Lü Bu temps per recuperar-se. Cao va seguir el consell i a hora horada va prevaler contra el seu oponent.
En el 200 EC, Cao Cao s'estava enfrontant a les forces de Yuan Shao a la batalla de Guandu, i va marxar deixant la seva ciutat base (Xuchang) escassament vigilada. En veure aquesta oportunitat, Sun Ce, un senyor de la guerra del sud, va planejar anar al nord i atacar Xuchang. Tothom es va desesperar davant la notícia, però Guo predigué que Sun, sent que era orgullós i impulsiu, seria assassinat per la seva pròpia gent abans d'arribar a Xuchang. Fidel a la seva predicció, Sun va ser assassinat abans que pogués creuar el riu Iang-Tsé. Cao llavors va aconseguir una gran victòria contra Yuan, solidificant la seva posició com el més important senyor de la guerra del nord.
Després de perdre la Batalla de Guandu, Yuan Shao va morir prompte. El seu llegat va ser objecte d'una disputa entre dos dels seus fills, Yuan Tan i Yuan Shang. Molts van instar a Cao Cao a aprofitar l'oportunitat per acabar amb els hereus. Això no obstant, Guo en va aconsellar a Cao de canviar la seva atenció cap al sud per així atacar a Liu Biao que era a la Província de Jing, i deixar que els germans es destruïren a soles batallant entre ells.
Cao Cao va acceptar el consell de Guo i preparà una campanya contra Liu Biao. Els germans Yuan efectivament s'esgotaren a soles, resultant en un Yuan Tan aclaparat en busca de l'ajuda de Cao. Cao va traslladar la seva força de nou al nord i va derrotar fàcilment a Yuan Shang, el qual va escapar cap a Tadun, el cap de les tribus Wuhuan. Cao llavors va conquistar a Yuan Tan a Nanpi i va prendre el control de la Província de Ji.
Per aleshores, Cao Cao tenia la intenció d'iniciar una expedició cap a l'interior del nord per erradicar a Yuan Shang i a les tribus wuhuan, però molts temien de la possibilitat que Liu Biao atacara des del sud. Guo va encoratjar a Cao a emprendre ràpidament l'expedició per prevenir un ressorgiment del poder de Yuan Shang. D'acord amb el consell de Guo, l'exèrcit va viatjar lleuger, deixant enrere la major part dels subministraments. El ràpid atac resultant va agafar desprevinguts als Wuhuan a la batalla de la Muntanya del Llop Blanc. Tadun va ser mort i Yuan es va exiliar en el que avui en dia és Heilongjiang i Jilin.
Guo va transir d'una malaltia en el 207 a la jove edat dels 37 anys. Se li va conferir el nom a títol pòstum de "Marquès de Zhen" (贞侯). Un any més tard, després que Cao Cao va ser derrotat en la batalla dels Penya-segats Rojos, aquest es va lamentar dient: "Si Fengxiao (nom estilitzat de Guo Jia) estiguera viu, jo no estaria en aquest estat."

## Família
- Fill: Guo Yi, n'heretà el títol de Marquès de Zhen, va servir com el tutor del Príncep Hereu a Cao Wei

- Nets:
  - Guo Shen (郭深), fill de Guo Yi, va heretar el títol de Marquès de Zhen
  - Guo Chang (郭敞), va servir com Encarregat de Cavalleria

- Besnet: Guo Lie (郭獵), fill de Guo Shen, va heretar el títol de Marquès de Zhen